# Beriev Be-6
El Beriev Be-6  (código USAF: DoD "Tipo 34" y de la OTAN "Madge") fue un hidrocanoa producido por la oficina de diseño (OKB) Beriev en Tagarong. Era capaz de cumplir una amplia variedad de misiones, como el reconocimiento marítimo de largo alcance, patrullas costeras, suministro, torpedeo, bombardeo, colocación de minas y operaciones de transporte. Recibió la denominación M-12 en el servicio de la Aviación Naval soviética. 

## Diseño y desarrollo
El Be-6 era un hidrocanoa con alas de tipo gaviota, cola de doble deriva y un profundo fuselaje. La aeronave era de construcción totalmente metálica, excepto la tela que cubría los timones y alerones. El fuselaje se dividió en ocho compartimentos estancos para mejorar la capacidad de supervivencia. Los motores se instalaron en los bordes de fuga de las alas con los flotadores estabilizadores en un bastidor de soporte en voladizo. Cada flotador se dividió en cuatro compartimentos estancos.

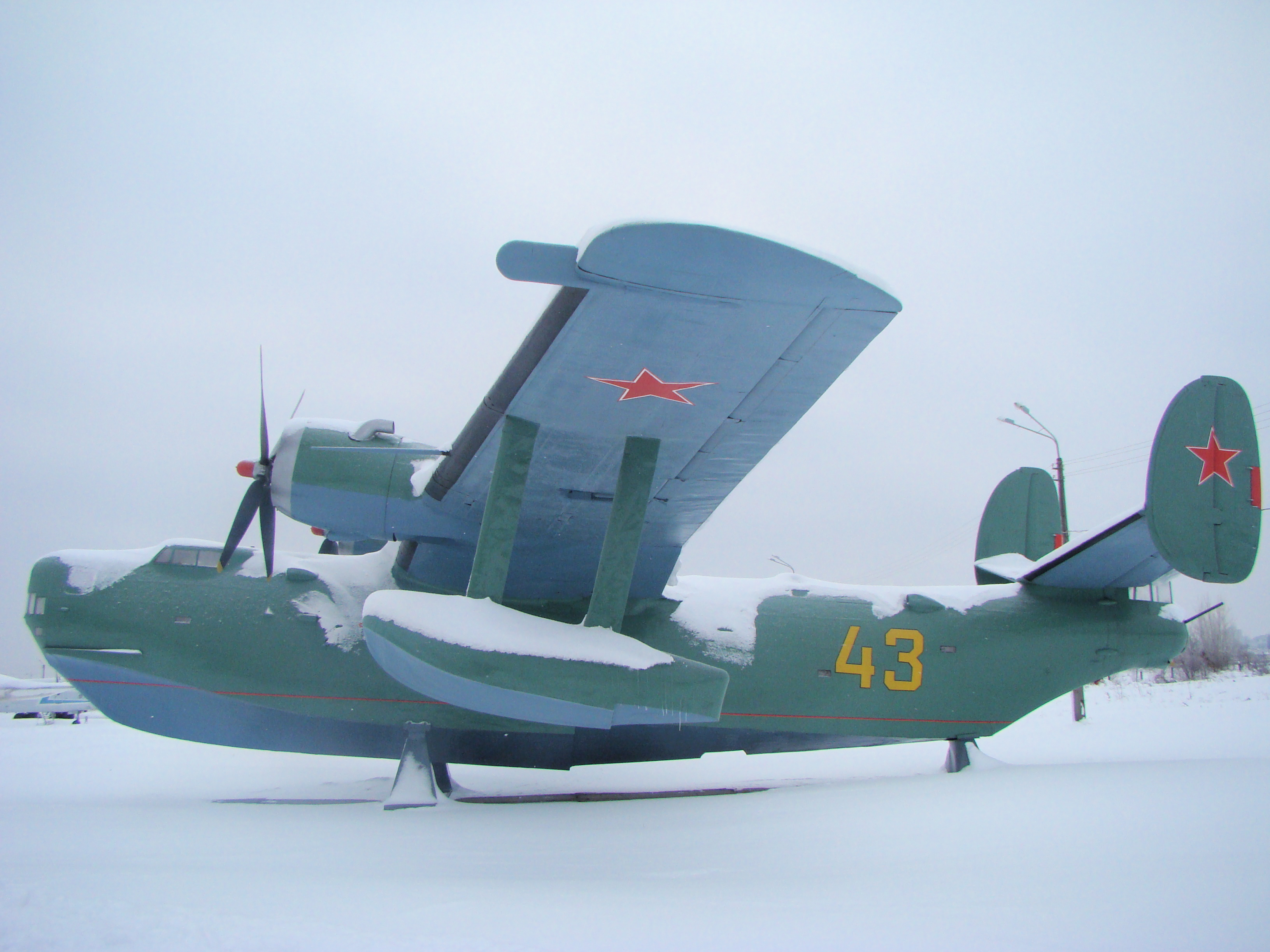
Be-6 en el Museo Estatal de Aviación de Ucrania, Kiev

El Be-6 llevaba equipos sofisticados, que incluían un radomo retráctil detrás del segundo paso. En una etapa posterior tuvo un morro rediseñado sin equipo de cañón. El Beriev transportaba una pesada carga ofensiva de hasta 5000 kg que comprendía una variedad de combinaciones de minas, cargas de profundidad y torpedos en torres de soporte situadas hacia el exterior y hacia el interior de sus motores. Contaba con  una tripulación de ocho miembros y estaba armado con cinco cañones Nudelman-Suranov NS-23 de 23 mm. El armamento estaba compuesto por un montaje doble en la torreta de cola (detrás de las aletas gemelas y los timones) y una provisión similar en una barbeta dorsal controlada remotamente; se instaló un único cañón en la torreta de proa. La última versión del Be-6 se reemplazó el cañón de cola por un equipo Detector de anomalías magnéticas. "MAD"; esto significó que  parte de la popa del fuselaje trasero tuvo que ser modificada y reconstruida. 

## Historial operacional
El Be-6 se construyó desde 1949 hasta 1957 en la planta de Beriev en Taganrog. El avión tuvo 19 variantes a lo largo de su ciclo de producción, y finalmente se construyeron 123 aviones. Dado que los requisitos de los aviones navales soviéticos no cambiaron rápidamente, el confiable Be-6 permaneció en servicio hasta finales de los años sesenta. Con un alcance máximo de 4800 km, y un techo normal de vuelo de 6100 m operaron en patrullas, reconocimiento marítimo y misiones antisubmarinas hasta principios de la década setenta y algunos permanecieron en servicio hasta finales de la misma en funciones de transporte y vigilancia de zonas pesqueras, así como transportes civiles desarmados en las regiones árticas. 
A principios de la década de 1960, la Armada del Ejército Popular recibió entre seis, y hasta 20 (según fuente), Beriev Be-6, donde permanecieron en servicio hasta fines de la década de 1990; estos aparatos no estaban equipados con el detector MAD. Los Beriev Be-6 operados por la Armada del Ejército Popular de Liberación demostraron ser útiles para patrullar el largo litoral y las enormes aguas territoriales de la costa de China. Durante la década de 1970, los motores radiales Shvetsov originales empezaron a desgastarse con necesidad de reemplazo, por lo que varios aviones fueron remotorizados con motores turbohélices WoJiang WJ-6 de 3170 kW  en nuevas góndolas, para alargar su vida útil y se designaron Qing-6. Un sobreviviente se conserva en el Museo Estatal de Aviación de Ucrania en Kiev, Ucrania. 

## Variantes
LL-143
Prototipo de Be-6 con motores radiales Shvetsov ASh-72. Vuelo inaugural en marzo de 1947
Be-6
Avión de producción estándar con motores radiales Shvetsov ASh-73
Qing-6
Aviones Be-6 de la Armada del Ejército Popular de Liberación remotorizados con turbohélices WoJiang WJ-6

## Especificaciones técnicas
Referencia datos: Enciclopedia Ilustrada de la Aviación / Vol.3 / pag. 619. Edit. Delta, Barcelona. 1982 ISBN 84-85822-38-2

### Características generales
- Tripulación: 8
- Longitud: 23,50 m
- Envergadura: 33,0 m
- Altura: 7,45 m
- Superficie alar: 120,0 m²¡
- Peso cargado: 18 827 kg
- Peso útil: 23 456 kg
- Planta motriz: 2× Radial 18 cilindros refrigerado por aire Shvetsov ASh-73TK.
  - Potencia: 1800 kW (2482 HP; 2448 CV) cada uno.

### Rendimiento
- Velocidad nunca excedida (Vne): 415 km/h (a 2400 m)
- Velocidad máxima operativa (Vno):  a
- Velocidad crucero (Vc): 280 km/h
- Alcance: 4800 km
- Techo de vuelo: 6100 m

### Armamento
- Cañones: 4× Nudelman-Suranov NS-23 de 23 mm
- Otros: Entiba de minas, cargas de profundidad o torpedos